# Musée de Manéga
Pour les articles homonymes, voir Manèga.
Le musée de Manéga ou musée de la Bendrologie est une institution culturelle burkinabè. Implanté à Manéga – à 2 km à l'est de la route nationale 22 –, un village situé à environ 55 kilomètres au nord de Ouagadougou (province d'Oubritenga), il est entièrement consacré à la « Bendrologie », un néologisme qui recouvre les arts et les traditions de cette partie d'Afrique de l'Ouest. 

## Collections

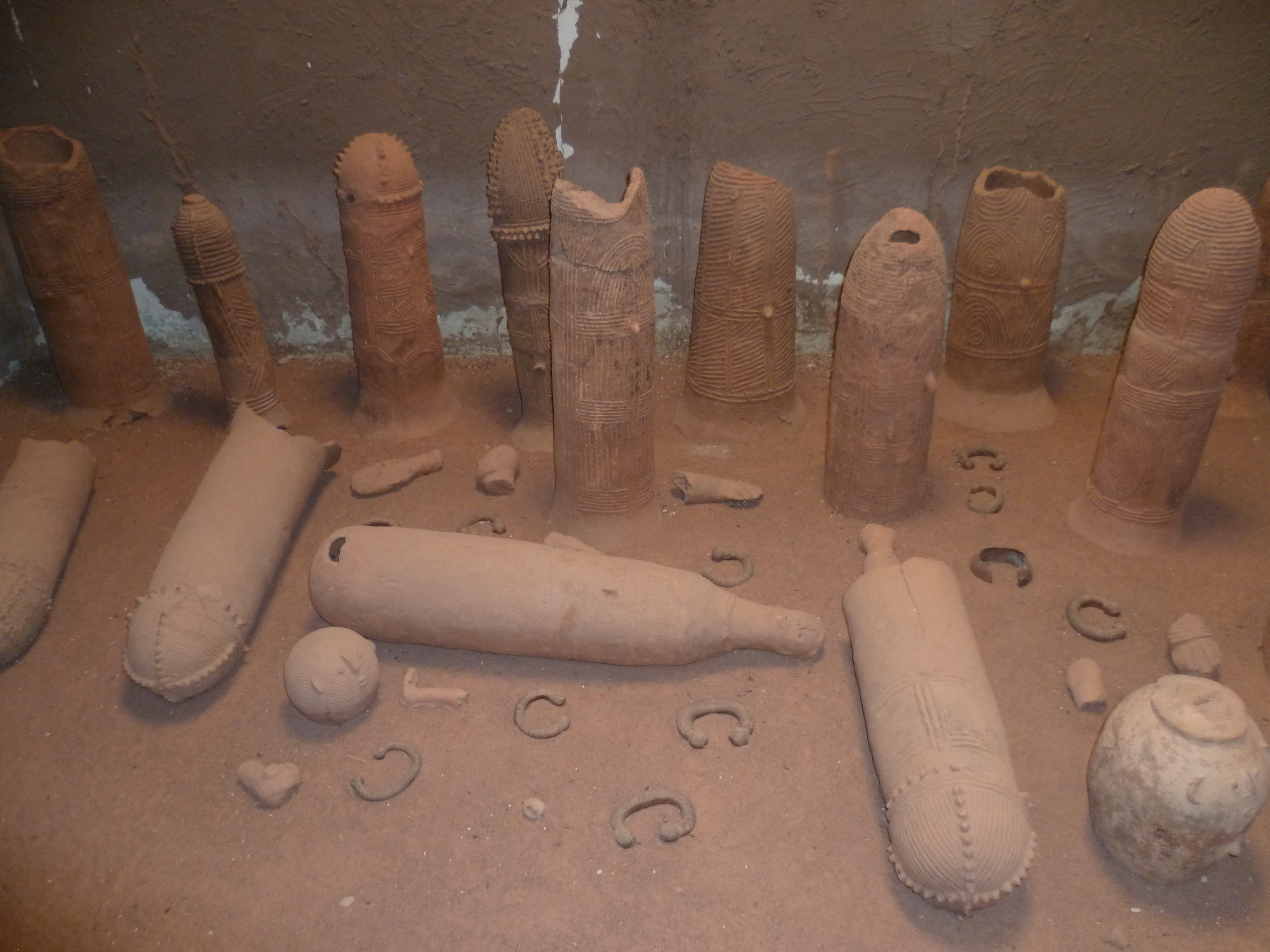
Collection d'amphores.

Considéré comme le plus grand musée privé du pays - sinon de toute l'Afrique, il a vu le jour à l'initiative de Frédéric Titinga Pacéré, un écrivain, poète et mécène burkinabè. Le musée rassemble de nombreuses pièces qui sont autant de facettes de la culture de ce pays : masques Karinsé, Bobo et Nuni, stèles funéraires ou Yakouga, amulettes, fétiches, instruments de musiques rituels et céramiques traditionnelles comptent parmi les pièces majeures exposées au sein de l'établissement. 
Le musée présente également des reconstitutions d'habitats traditionnels Peul, Mossi, Kasséna, Bobo et Sénoufo. L'un des pavillons du musée est consacré aux esprits des Anciens (pavillon de la mort). Afin de respecter les prescriptions de l'au-delà, il est d'usage d'y entrer déchaussé et à reculons. 
Plusieurs sites sacrés ont été reconstitués dans l'enceinte du musée afin d'initier les visiteurs aux concepts sacrés et à la vie spirituelle des peuples du Burkina Faso.
En l'an 2000, la société nationale des postes (Sonapost) a émis une planche de quatre timbres représentant le musée de Manéga.